# Grace Meng

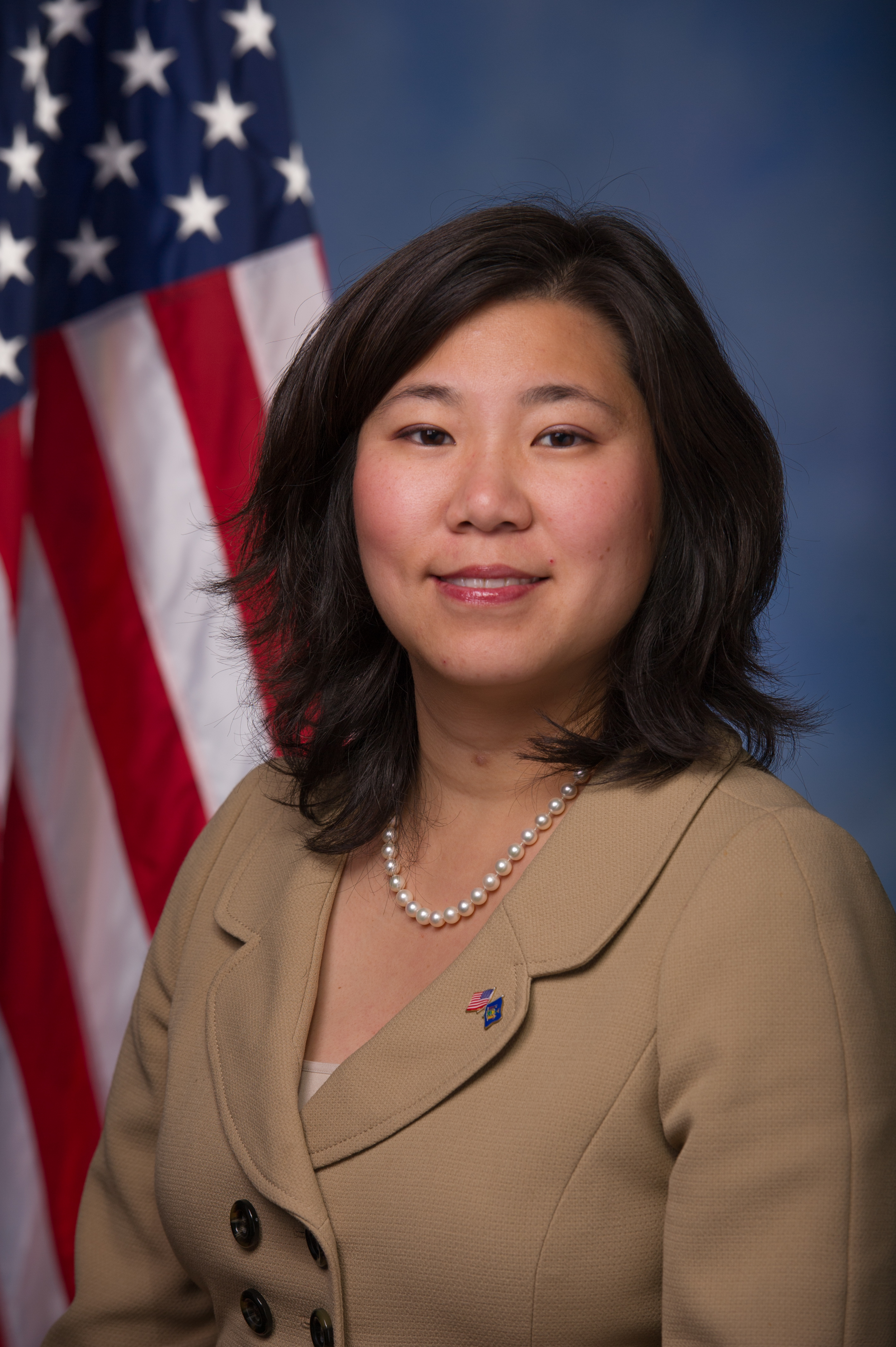
Grace Meng (2012)

Grace Meng (chinesisch 孟昭文, Pinyin Mèng Zhāowén; * 1. Oktober 1975 in Queens, New York City, New York) ist eine US-amerikanische Politikerin der Demokratischen Partei. Seit 2013 vertritt sie den sechsten Distrikt des Bundesstaats New York im US-Repräsentantenhaus.

## Werdegang
Grace Meng besuchte die Stuyvesant High School in Manhattan. Danach studierte sie an der University of Michigan in Ann Arbor, welches sie 1997 mit einem Bachelor of Arts beendete. Nach einem anschließenden Jurastudium, mit Abschluss als Juris Doctor (J.D.), an der Yeshiva University in New York und ihrer 2002 erfolgten Zulassung als Rechtsanwältin begann sie in diesem Beruf zu arbeiten.
Grace Meng ist verheiratet und Mutter von zwei Söhnen. Privat lebt die Familie in Queens.

## Politik
Gleichzeitig schlug sie als Mitglied der Demokratischen Partei eine politische Laufbahn ein. Zwischen 2009 und 2012 saß sie als Abgeordnete in der New York State Assembly. Dort war sie Mitglied in sechs Ausschüssen.
Bei den Kongresswahlen des Jahres 2012 wurde Meng im sechsten Kongresswahlbezirk von New York in das Repräsentantenhaus der Vereinigten Staaten in Washington, D.C. gewählt, wo sie am 3. Januar 2013 die Nachfolge von Gregory Meeks antrat, der in den fünften Distrikt wechselte. Nach bisher sechs Wiederwahlen zwischen 2014 und 2024 kann sie ihr Amt bis heute ausüben. Ihre aktuelle Legislaturperiode im Repräsentantenhaus des 119. Kongresses läuft noch bis zum 3. Januar 2027.

### Ausschüsse
Sie ist aktuell Mitglied in folgenden Ausschüssen des Repräsentantenhauses:
- Committee on Appropriations
  - Commerce, Justice, Science, and Related Agencies
  - State, Foreign Operations, and Related Programs

Außerdem gehört sie dem Congressional Asian Pacific American Caucus an sowie acht weiteren Caucuses.